# Марко Царевић
Марко Бато Царевић (Котор, 5. април 1966)  је црногорски и српски економиста, привредник и политичар, некадашњи председник општине Будва, члан Главног одбора Нове српске демократије и један од најистакнутијих Срба у Црној Гори. Некадашњи је председник ФК Грбаљ (2007—2018).

## Порекло и образовање
Рођен је 5. априла 1966. у Котору у српској породици. Његов деда је стрељан у Бару након Другог светског рата, као припадник Југословенске војске у Отаџбини. Основну и средњу школу је завршио у родном Котору.
Дипломирао је на Економском факултету Универзитета у Бањој Луци.

## Пословна каријера

### Грађевинска компанија „Царинвест“
Царевић се преко 30 година бави послом у грађевинском сектору, а донедавно је био директор грађевинске компаније „Царинвест“. Један је од најуспешнијих приватних предузетника у Црној Гори и према подацима које је доставио Агенцији за спрјечавање корупције у октобру 2020. године, уједно и најбогатији црногорски политичар.
Власник је стамбених и пословних објеката, њива, ливада, шума, штала, пољопривредног газдинства, гаража, угоститељског и других објеката у Будви, Кримовици, Ластви Грбаљској, Грахову, Котору, Никшићу, Златибору, затим бројних возила (џипа, камиона, грађевинских машина)... Лично или преко фирме, власник је укупне површине од преко 200.000 квадрата. Укупни приходи његове фирме за 2019. годину, износили су 7.660.365 евра, док је укупна добит била 1.528,770 евра.
Његова фирма никада није аплицирала за државне субвенције и пореске и друге обавезе према држави измирује на време.

### ФК Грбаљ
Од 2007. до 2018. године је био председник Фудбалског клуба Грбаљ из Радановића, који је заузео 6. место у сезони Прве лиге Црне Горе у фудбалу 2018/19, а под Царевићевим руководством је заузимао друго и треће место. На грбу клуба се налазе мотиви тробојке - заставе Краљевине Црне Горе, док су и дресови дизајнирани по мотивима српске тробојке. За развој клуба, Царевић је давао и сопствени новац.
Иако је ФК Грбаљ изборио могућност да 2018. године учествује у квалификацијама за Лигу Европе, Фудбалски савез Црне Горе је одбио да им изда међународну лиценцу. Царевић је тада навео да је реч о притиску због одбијања да промени грб клуба:
Од када је Грбаљ основан 1970. године, има те амблеме. Нисмо их мињали, нити њима било ко маше да би некога иритирао. Зна се ко смо, шта смо и своји смо на своме. Са тим нема компромиса и никакве друге приче. Ово је невероватан притисак. Нема силе да неко може да промени грб клуба, а ми ћемо даље да видимо како ћемо функционисати. Након формирања независне Црне Горе, било је лично од челника Савеза притисака да се застава мора променити. Знамо да свих ових година Савез према нама има велики анимозитет и према мени као председнику.

## Политичка делатност

### Председник општине Будва
Царевић је дугогодишњи члан Нове српске демократије, која је део коалиције Демократски фронт. Након локалних избора у октобру 2016. године, склопљена је коалиција  Демократског фронта и Демократа о формирању власти у општини Будва, чиме је после 25 године смењена власт Демократске партије социјалиста Мила Ђукановића. Према коалиционом договору, председник општини Будва би се бирао два пута у току четворогодишњег мандата, односно на две године, па је најпре за председника општине изабран Драган Краповић као локални лидер Демократа.
Дана 9. јануара 2019. године, за председника општине Будва је изабран Марко Царевић. Пошто је одборник Стеван Џаковић, члан Покрета за промјене (део Демократског фронта) напустио своју странку и одборничку групу, одржана је седница Скупштине општине 11. јуна 2020. године ван општинске зграде, на којој су одборници Демократске партије социјалиста, Социјалдемократа и Црногорске уз Џаковићев глас донели одлуку о смени Царевића са места председника општине и Крста Радовића са места председника Скупштине општине. До овога је дошло у време литија и протеста против Закона о слободи вјероисповијести.
Царевић је функцију председника општине обављао до 17. јуна 2020. године, када је у јутарњим часовима зграду општине заузела полиција уз приватно обезбеђење. Приликом покушаја да уђе у зграду општине и свој кабинет, Царевић је претучен од полиције у оклопима за разбијање демонстрација, а потом и ухапшен заједно са председником Скупштине општине Крстом Радовићем и још преко 20 одборника и окупљених присталица, међу којима су били Царевићеви брат и син. На позив потпредседника Демократа Драгана Краповића, грађани су се окупили испред Центра безбедности како би протестовали против хапшења Царевића и других општинских функционера. У поподневним часовима, Царевић и остали приведени су пуштени из притвора. Приликом полицијске интервенције, Царевићу је повређена нога, због чега му је указана лекарска помоћ у Специјалној болници у Рисну, па се неко време кретао на штакама док је свакодневно долазио пред зграду општине. Полиција је такође блокирала улаз у град.
Сутрадан су се Царевић и Радовић вратили у своје канцеларије и рекли су да је „пуч“ пропао. Одлука нове скупштинске већине о смени Царевића и Радовића и избору Булатовића и Куч за вршиоце дужности није забележена у архиви будванске скупштине, јер није било званичног печата, а Царевић је изјавио да нова већина нема легитимитет.
Нова већина у локалном парламенту изабрала је 23. јуна 2020. новог градоначелника из ДПС-а, као и представнике локалне власти у Будви, без присуства опозиционих посланика и медија, којима су приватно обезбеђење и локална полиција забранили приступ седници. Председник Владе Црне Горе и функционер ДПС-а Душко Марковић је назвао Царевића: „неовлашћеном особом која блокира институције” и најавио полицијску интервенцију у Будви, уз опаску да ће: „ситуација бити решена за 15 минута”. Сутрадан је полиција спречила Царевића да са сарадницима уђе у зграду општине, услед чега је дошло до сукоба између Специјалне јединице полиције и демонстраната. Полиција је агресивно реаговала на мирне демонстранте и применила бруталну силу приликом привођења окупљених.
На локалним изборима у Будви 30. августа 2020. године, изборна листа "Марко Бато Царевић - За будућност Будве, Демократски фронт (Нова српска демократија, Покрет за промјене, Демократска народна партија Црне Горе), Социјалистичка народна партија Црне Горе, Права Црна Гора, Демос, Демократска српска странка, Уједињена Црна Гора" је освојила 5.786 гласова (41,40%) и однела убедљиву победу, док је другопласирана листа Демократске партије социјалиста заостајала за чак 10%. Скупштина општине је 24. септембра 2020. године, поново изабрала Марка Царевића за председника општине Будва. Међу првим одлукама након поновног избора, било је укидање картица за гориво Центру безбедности Будва, због ангажовања и примене силе у преузимању власти током јуна исте године.
У другом мандату, Царевић је почео интензивнију сарадњу са Републиком Србијом и Републиком Српском. На састанку Царевића и градоначелника Новог Сада Милоша Вучевића, 20. априла 2021. године, договорено је братимљење два града, као и помоћ Новог Сада да Будва постане Европска престонице културе 2028. године. Био је гост на прослави Дана града Бањалуке 22. априла 2021. године, када је са градоначелником Драшком Станивуковићем договорио братимљене Бањалуке и Будве. На састанку са Татјаном Матић, министарком трговине, туризма и телекомуникација у Влади Републике Србије, 23. априла 2021. године, Царевић је договорио успостављање сарадње у области туризма.
8. августа 2022. године, Царевић подноси оставку на место председника општине Будва.

### Плата у хуманитарне сврхе
Од избора за председника општине Будва у јануару 2019. године, Царевић је своју плату у износу од 1.567 евра давао у хуманитарне сврхе.

## Породица
Ожењен је, има два сина и ћерку. Његов син Лазар Царевић је фудбалер и игра на позицији голмана ФК Барселона - Б тим.
Митрополит црногорско-приморски Амфилохије је одликовао Милицу Царевић, мајку Бата Царевића.

## Политички ставови

### Национална припадност
Царевић се изјашњава као Србин по националности, али и као Црногорац и Грбљанин по регионалној припадности. На прослави под називом „Покољења дјела суде“, коју је организовао уочи Митровдана 7. новембра 2018. године, поводом 100. годишњице ослобођења Будве 1918. године, Царевић је рекао:
Не пристајемо и не прихватамо опасну тезу и агресивну пропаганду по којој су наши преци, који су били најбројнија група у јединицама српске војске која је ослободила данашњу Црну Гору, заједно са црногорским комитама, окупатори Црне Горе и Боке. Бока је до 1918. године, не вољом својих грађана, већ снагом окупације и вољом великих сила, била саставни дио Аустроугарске, па су наши преци који су на Митровдан 1918. године умарширали у овај древни град, доносећи слободу, стали у строј неумрлих српских витезова од Косова па до данашњих дана.
У беседи на свечаној академији поводом 800 година аутокефалности Српске православне цркве, одржаној 28. септембра 2019. године у манастиру Подластва, а у присуству патријарха српског Иринеја и митрополита црногорско-приморског Амфилохија, Царевић је говорио о српском идентитету Боке и рушењу Његошеве заветне капеле на Ловћену:
Ми, Срби из Боке и Црне Горе добро знамо своју историју, чувамо спомен о нашим прецима, о јунаштву, витешком достојанству наших предака и прађедова. (...) Од рушења Капеле на Ловћену до наших дана кад се не бирају средства за уништавање српског идентитета.

### Уједињење Црне Горе са Србијом 1918.
Србија мора да схвати да је Бока которска била српска земља и да смо се ми 1918. ујединили са Србијом. Као што се тадашња Црна Гора Подгоричком скупштином такође ујединила са Црном Гором. (...) У економском смислу, то ће ми бити један од главних задатака, да се издвоји Бока као регија...— Гостовање у емисији "Српски свијет", 25. април 2021

### Српска православна црква
Према потврди митрополита црногорско-приморског Амфилохија, Марко Царевића је помогао обнову манастира Подластва у Ластви Грбаљској, који је према предању задужбина цара Стефана Душана Немањића.
Царевић је био учесник протеста и литија против Закона о слободи вјероисповијести 2019-2020. године, који је епархије Српске православне цркве у Црној Гори стављао у подређени положај у односу на остале цркве и верске заједнице, тим пре што је председник Црне Горе Мило Ђукановић на конгресу своје Демократске партије социјалиста, 30. новембра 2019. године изјавио да ће ова странка наставити за доношењем спорног Закона о слободи вјероисповијести и да је његов главни циљ "обнова" Црногорску православну цркву.